# Коварский район
Коварский район (лит. Kavarsko rajonas) — административно-территориальная единица в составе Литовской ССР, существовавшая в 1950—1962 годах. Центр — город Каварскас.
Коварский район был образован в составе Вильнюсской области Литовской ССР 20 июня 1950 года. В его состав вошли 14 сельсоветов Аникщяйского уезда и 16 сельсоветов Укмергского уезда.
28 мая 1953 года в связи с ликвидацией Вильнюсской области Коварский район перешёл в прямое подчинение Литовской ССР.
В 1956 году центр района Каварскас получил статус города.
31 марта 1962 года Коварский район был упразднён, а его территория передана в Аникщяйский район